# Diccionario del estudiante avanzado

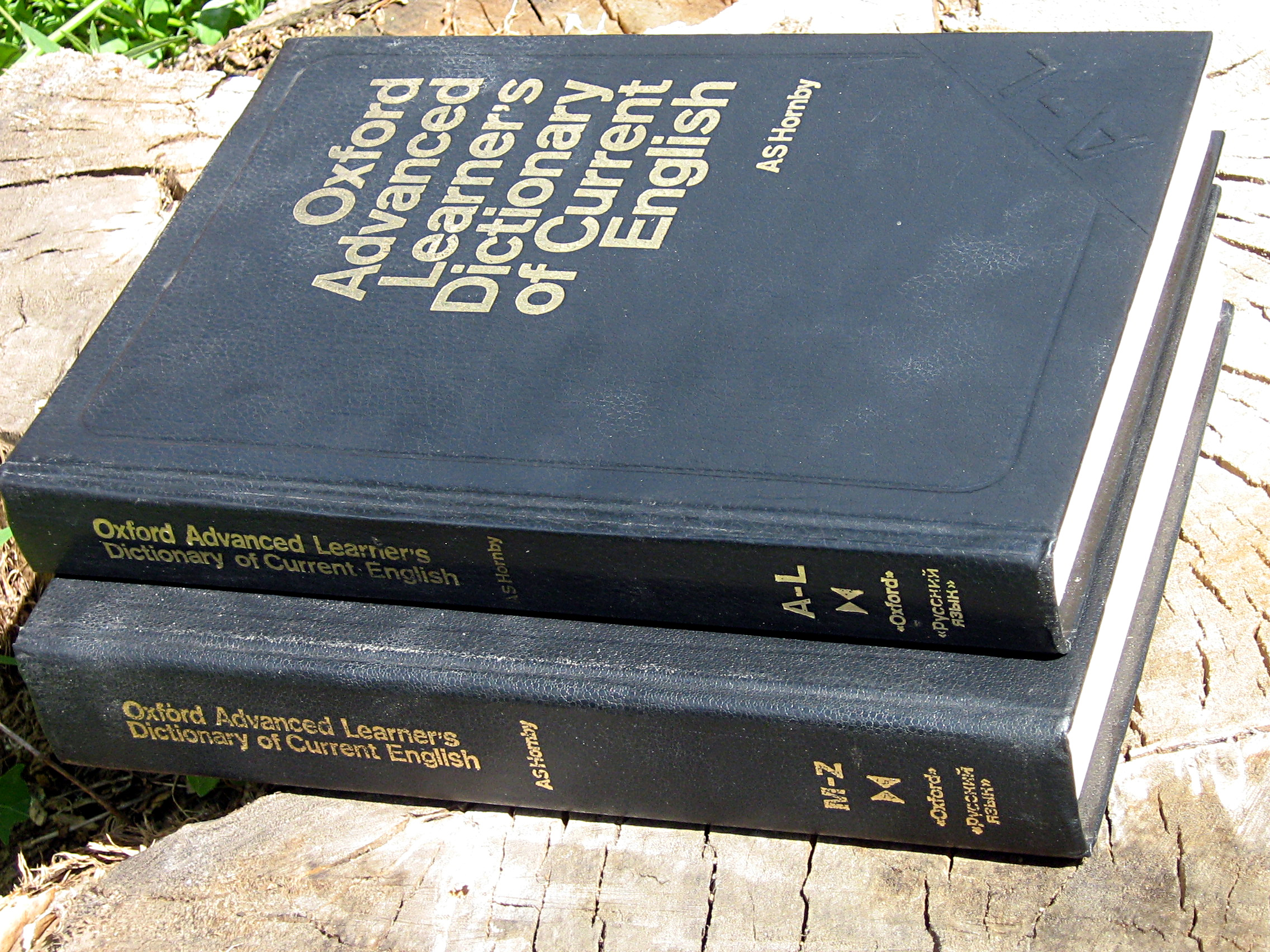
Oxford Advanced Learner's Dictionary of Current English. 1980. Diccionario del Estudiante Avanzado del Inglés Actual de Oxford.

Un diccionario del estudiante avanzado es un diccionario para aprendices monolingües, es decir, está escrito para hablantes no nativos. Primeramente, se diferencia de un diccionario bilingüe o de traducción, y por otro lado, difiere de un diccionario estándar escrito para hablantes nativos o para fines escolares.
Este tipo de diccionario tiene su enfoque en los hablantes no nativos de un idioma que quieren información acerca del significado y de los usos de palabras y frases. Además, se centra en significados actuales, omitiendo los que están en desuso. La etimología, que suele encontrarse en los diccionarios estándares, tiende a omitirse también.
Todas las palabras son explicadas con un lenguaje no complicado, típicamente usando un lenguaje esencial que abarca unas 3.000 palabras, haciendo así las definiciones más amigables para los estudiantes. Se pueden encontrar muchos ejemplos con frases y oraciones, pero no con citas.
Los apéndices y las notas son de ayuda para el lectorado, proveyendo orientación adicional y ayuda, por ejemplo con el uso de los falsos cognados o con ciertas palabras que tienden a confundir a los aprendices.
La mayoría de los diccionarios para los estudiantes avanzados son escritos para el aprendizaje y la enseñanza del idioma inglés.

## Oxford Advanced Learner's Dictionary(Diccionario del Estudiante Avanzado de Oxford)
El primer Diccionario del Estudiante Avanzado de Oxford fue publicado hace 60 años. Es el diccionario más extenso y detallado escrito en inglés impreso por la Editorial de la Universidad de Oxford (Oxford University Press) dirigido a una audiencia no nativa. Los usuarios que poseen un interés más lingüístico, o que requieren etimologías o copiosas definiciones, usualmente prefieren el "Concise Oxford Dictionary", o la obra maestra en los diccionarios en inglés, el Oxford English Dictionary.

### Ediciones
El diccionario fue publicado por primera vez en 1948, y la edición más reciente es la octava. Actualmente se imprime en papel y también posee su versión en CD-ROM. Esta última posee muchas etimologías. Sus ediciones a lo largo de la historia son:
- Primera edición (1948)
- Segunda edición (1963)
- Tercera edición (1974)
- Cuarta edición (1989)
- Quinta edición (1995)
- Sexta edición (2000)
- Séptima edición (2005)
- Octava edición (2010)
- Novena edición (2015)
- Décima edición (2020)

## Cambridge Advanced Learner's Dictionary(Diccionario del Estudiante Avanzado de Cambridge)
Otro ejemplo de este tipo de diccionario es el "Diccionario del Estudiante Avanzado de Cambridge", publicado por la Editorial de la Universidad de Cambridge (Cambdrige Unviersity Press). Tiene referencias para más de 170.000 palabras, frases y ejemplos explicados. Hoy en día se encuentra actualizado con el nuevo vocabulario que ha llegado al idioma inglés, con expresiones tales como dirty bomb, lairy, 9/11, clickable. Está orientado para estudiantes avanzados de inglés como segundo idioma (ESL/EFL).

### Ediciones
- Primera edición (2003)
- Segunda edición (2005)
- Tercera edición (2008)

- Datos: Q17011199